# Ablaxia anaxenor
Ablaxia anaxenor är en stekelart som först beskrevs av Walker 1845.  Ablaxia anaxenor ingår i släktet Ablaxia och familjen puppglanssteklar. Arten är reproducerande i Sverige. Inga underarter finns listade i Catalogue of Life.